# Los bastardos
Los Bastardos  es el segundo largometraje del cineasta Mexicano Amat Escalante fue estrenada  en la  61° edición  del festival de Cannes y  tuvo su primera exhibición en México en el marco del Festival Internacional de Cine de Morelia.

## Sinopsis
La historia transcurre en la ciudad de Los Ángeles con dos mexicanos indocumentados como protagonistas, ambos trabajan en un distinto empleo cada día con la presión de conseguir dinero. Un día de esos consiguen un trabajo un poco fuera de lo común, un hombre los contrata para matar a su esposa.

## Premios
| Año  | Premio/Festival                                       | Categoría                                  |
| ---- | ----------------------------------------------------- | ------------------------------------------ |
| 2008 | Festival de Cannes                                    | Un certain regard (Selección Oficial)      |
| 2008 | Festival Internacional de Cine de Morelia             | Mejor película                             |
| 2008 | Sitges. Festival Internacional de Cinema de Catalunya | SEAT – NOVES VISIONS (Mejor Película)      |
| 2008 | Festival Internacional de Cine de Mar del Plata       | Mejor película iberoamericana              |
| 2008 | Festival Internacional de Cine de Bratislava          | Mejor Director                             |
| 2008 | Festival Internacional de Cine de Bratislava          | Premio Jurado estudiantil (Mejor Película) |
| 2009 | Festival Internacional de cine de Durango             | Premio del Público                         |